# شات شیشه‌ای
شات شیشه‌ای است که در اصل برای نگهداری یا اندازه‌گیری الکل یا مشروب طراحی شده است که یا مستقیماً از جام ("یک شات") یا در یک کوکتل ("نوشیدنی") ریخته می‌شود. یک نوشیدنی الکلی که در لیوان شات سرو می‌گردد و معمولاً به سرعت و در یک جرعه مصرف می‌شود، ممکن است به عنوان " شات (نوشیدنی)" یا "شات" نیز شناخته شود.

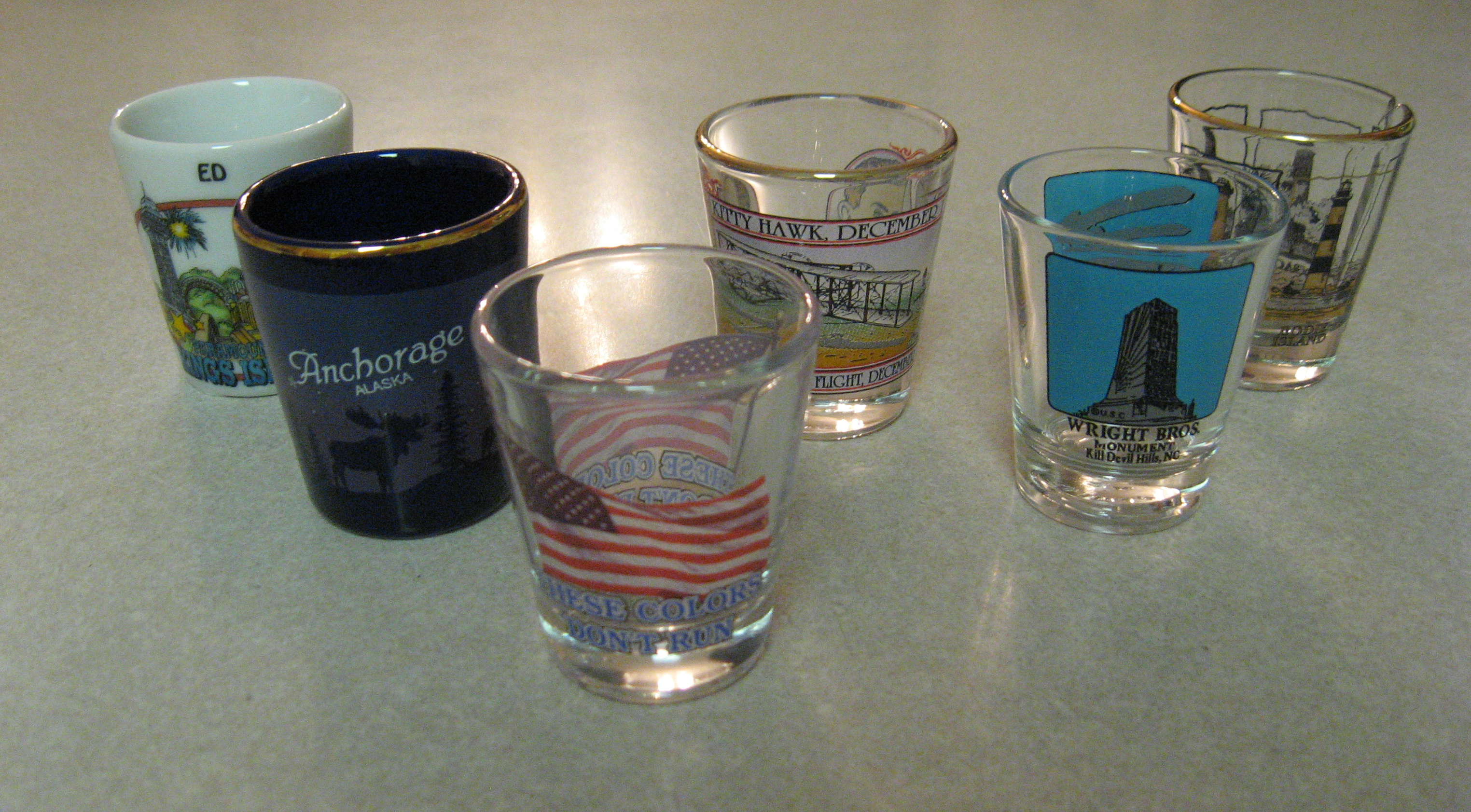
شات با طرح‌های متنوع. شات‌های شیشه ای مانند این اغلب به عنوان آیتم‌های نوظهور جمع‌آوری می‌شوند.

شات‌های شیشه‌ای با انواع نشان‌ها، تبلیغات، تصاویر طنز، یا دیگر تزیینات و کلمات که برای سوغاتی‌ها و کلکسیون‌های به ویژه به عنوان کالای یک آبجوسازی محبوب هستند، تزیین می‌شوند.

## منشأ نام
کلمه شات به معنای نوشیدنی الکلی، حداقل از قرن هفدهم میلادی استفاده شده که از انگلیسی باستانی 'sceot' گرفته شده و با کلمه آلمانی Geschoss مرتبط است.

## اولین نمونه‌ها
برخی از اولین لیوان‌های ویسکی در آمریکا از اواخر دهه ۱۷۰۰ تا اوایل دهه ۱۸۰۰ «چشنده‌های ویسکی» یا «لیوان‌هایی ویسکی» نامیده می‌شدند و با دست دمیده می‌شدند. آنها ضخیم هستند، مشابه شات‌های امروزی، اما یک علامت پونتیل یا خراشیدگی در قسمت پایین، یا یک گودی در قسمت پایینی که علامت پونتیل حک و صیقلی شده است، را نشان می‌داد. برخی از این لیوان‌ها حتی دارای دسته‌های دستی و تزئیناتی هستند که با استفاده از چرخ سنگ زنی دستی ساخته شده‌اند.
در اوایل تا اواسط دهه ۱۸۰۰، دمنده‌های شیشه شروع به استفاده از قالب‌ها کردند و چندین الگوی مختلف از چشنده‌های ویسکی در چندین رنگ مختلف در قالب‌ها ساخته می‌شدند. این شیشه‌ها نیز مانند شات‌های امروزی ضخیم بودند، اما در اثر دمیدن دستی در قالب، قسمت انتها که متصل به دمنده بود، خشن و زبر می‌شد. در دهه‌های ۱۸۷۰ تا ۱۸۹۰، با پیشرفت فناوری ساخت شیشه، ته‌های خشن تا حد زیادی از شیشه‌ها و بطری‌ها محو شدند.

## ابزار اندازه‌گیری شات

### جیگر

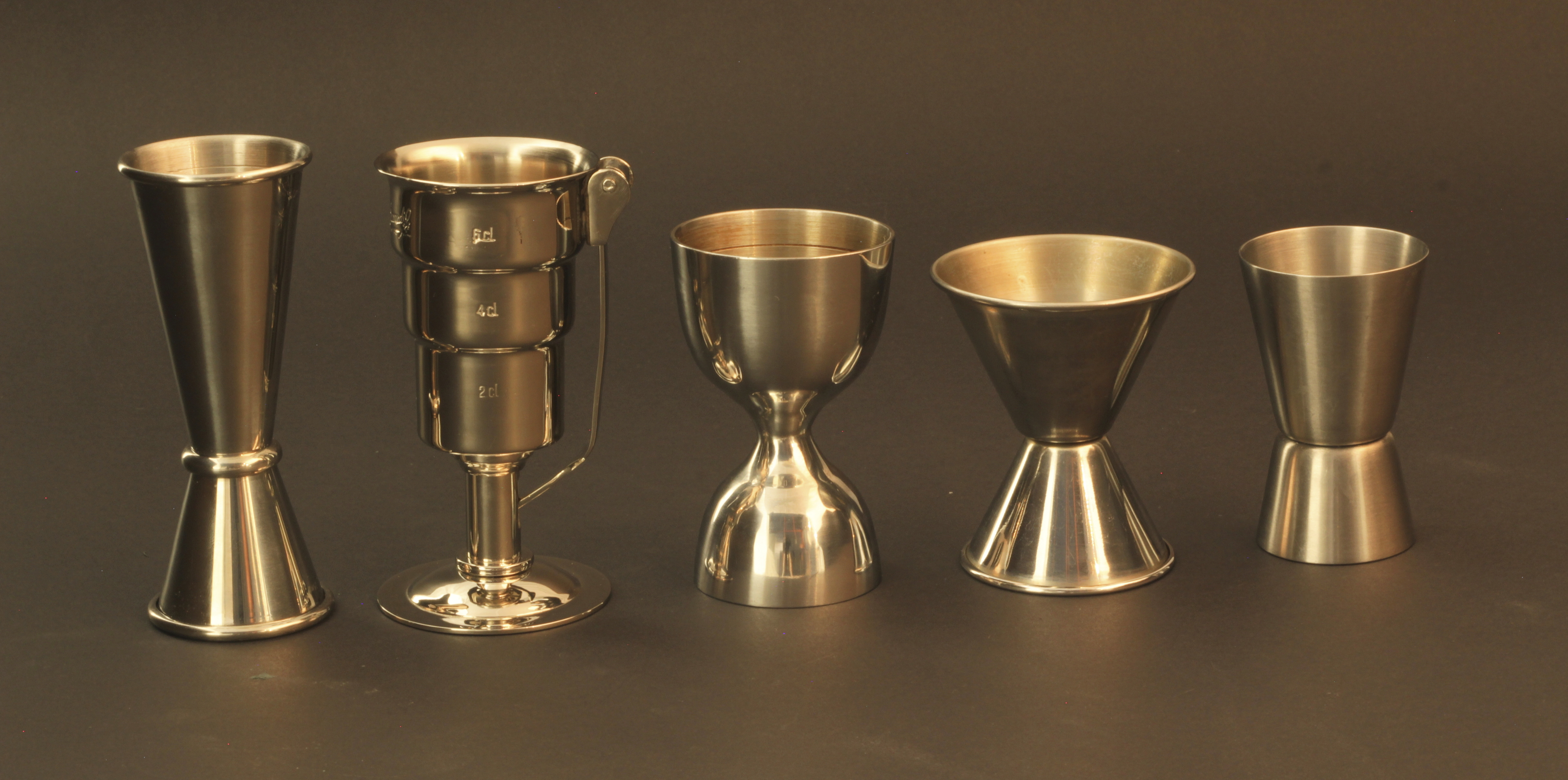
انواع جیگر

جیگر که به عنوان پیمانه نیز شناخته می‌شود، یک ابزار بارتنینگ است که برای اندازه‌گیری مشروب استفاده می‌شود، که معمولاً سپس از آن در یک لیوان یا کوکتل شیکر ریخته می‌شود.
اصطلاح جیگر به معنای یک فنجان کوچک یا پیمانه الکل (عرق) خالص یا شراب در اوایل قرن نوزدهم در ایالات متحده سرچشمه گرفت. بسیاری از مراجع مربوط به دهه ۱۸۰۰، «رئیس جیگر» را توصیف می‌کنند که برای کارگران مهاجر ایرلندی در شمال شرق ایالات متحده که در کار حفر کانال بودند، ویسکی تهیه می‌کرد.
جیگر سبک دو سر که امروزه رایج است که ساخته شده از فولاد ضدزنگ با دو مخروط مخالف با اندازه نابرابر و به شکل ساعت شنی ساخته شده که در سال ۱۸۹۳ توسط کورنلیوس دانگان از شیکاگو، به ثبت رسید. به‌طور معمول، یکی از مخروط‌ها یک شات استاندارد و آن مخروط دیگر کسری یا چندین برابر از یک مقدار را با اندازه‌های واقعی بسته به قوانین و آداب و رسوم محلی اندازه می‌گیرد. .
در ایالات متحده تا زمان ممنوعیت الکل، معمولاً یک جیگر تقریباً برابر نیم گیل یا ۲ اونس مایع آمریکایی (۵۹ میلیلیتر)، اما از اواخر قرن بیستم، معمولاً ۱٫۵ اونس مایع آمریکایی (۴۴ میلیلیتر) حجم دارد. جیگرهای مورد استفاده در انگلستان معمولاً ۲۵ میلیلیتر (۰٫۸۵ اونس مایع آمریکایی) و گاهی ۳۵ میلیلیتر (۱٫۲ اونس مایع آمریکایی) هستند. جیگرها ممکن است مقادیر و نسبت‌های دیگری نیز داشته باشند و بسته به منطقه و تاریخ تولید متفاوت باشند. بسیاری از جیگرها همچنین ممکن است دارای نشانه‌های کسری در داخل خود باشند تا اندازه گیریهای کوچکتری از مایع را تسهیل کنند.